# 電力潮流
在電力工程中,電力潮流研究(也就是負載流研究)是一個有關數值分析並應用於電力系統的重要工具，電力潮流研究通常使用簡化過的表示法，像是單線圖以及標么值系統，而且著重在不同形式的交流電力(例如: 電壓、電壓角、實功、虛功等)，其用於分析在正常穩態操作下電力系統，目前已有許多關於電力潮流研究的軟體像是MATLAB、Powerworld等軟體。
在電力潮流研究之外,許多軟體也提供其他形式的分析,如短路故障分析、暫態及穩態穩定度分析、機組組合以及經濟配電分析，特別是使用線性規劃找出最佳電力潮流，亦即使電力傳輸時的成本達到最小。